# كونواي ماكميلان
كونواي ماكميلان (بالإنجليزية: Conway MacMillan) هو أخصائي فطريات وعالم نبات أمريكي، ولد في 26 أغسطس 1867 في هيلزدال في الولايات المتحدة، وتوفي في 5 يونيو 1929.